# Monmouth (Walia)
Monmouth (wal. Trefynwy) – miasto w południowo-wschodniej Walii, historyczna siedziba władz hrabstwa Monmouthshire.
Miasto leży u ujścia rzeki Monnow do Wye; stąd też pochodzenie nazwy angielskiej (ściągnięcie Monnow-Mouth, czyli "ujście Monnow"); walijska nazwa zaś pochodzi od tref ("miasto") i Mynwy ("rzeka Monnow"). W mieście znajduje się unikatowy (ufortyfikowany) kamienny most z XIII wieku, jedyny taki w Wielkiej Brytanii; drugi most został oddany do użytku dopiero w 2004.
W czasach rzymskich miasto znane pod nazwą Blestium; osadnictwo potwierdzone przez wykopaliska (monety i ceramika).
Po raz kolejny na kartach historii miasto pojawia się po podboju Anglii dokonanym przez Wilhelma Zdobywcę w 1066; zostało wymienione w Domesday Book. W XI i XII wieku (wraz z sąsiadującymi terenami) znajdowało się pod władzą normańskich lordów. Wtedy też zbudowano zamek, górujący nad okolicą, zaś w 1101 ufundowany został klasztor benedyktynów; stąd też przypuszczalnie pochodził Godfryd z Monmouth, duchowny i kronikarz.
W 1387 na wspomnianym zamku urodził się przyszły król Anglii, Henryk V.